# Жута Локва
Жута Локва је насељено мјесто у сјеверозападној Лици, у општини Бриње, Личко-сењска жупанија, Република Хрватска.

## Географија
Жута Локва је удаљена око 8 км југозападно од Бриња, а од Оточца око 19 км сјеверозападно. У близини насеља се налази чвор Жута Локва, који повезује регионални пут Ријека — Жута Локва са ауто-путем Загреб — Сплит.

## Историја
До територијалне реорганизације у Хрватској насеље се налазило у саставу бивше велике општине Оточац.

### Усташки злочини у Другом светском рату
У Жутој Локви срез Бриње, септембра 1941. усташе су "покупиле одреда све Србе, одвели у оближњу шуму и тамо убили".

## Становништво
Према попису из 1991. године, насеље Жута Локва је имала 50 становника, међу којима је било 22 Срба, 23 Хрвата, 1 Југословен и 4 осталих. Према попису становништва из 2001. године, Жута Локва је имала 37 становника. Жута Локва је према попису из 2011. године имала 17 становника.
| Демографија | Демографија | Демографија |
| Година      | Становника  | Становника  |
| ----------- | ----------- | ----------- |
| 1948.       | 134         |             |
| 1953.       | 94          |             |
| 1961.       | 72          |             |
| 1971.       | 72          |             |
| 1981.       | 60          |             |
| 1991.       | 50          |             |
| 2001.       | 37          |             |
| 2011.       |             | 17          |

## Знамените личности
- Милан Ђурић, српски математичар